# Soignolles-en-Brie
Ne pas confondre avec Soignolles, dans le Calvados
Soignolles-en-Brie est une commune française située dans le département de Seine-et-Marne en région Île-de-France.

## Géographie

### Localisation
Soignolles-en-Brie est à 6,1 km au sud-est de Brie-Comte-Robert.
La grande ville la plus proche est Melun à 13,5 km.

### Communes limitrophes
| Grisy-Suisnes 3,8 km        | Coubert 2 km       | Solers 2,5 km     |
| Évry-Grégy-sur-Yerre 3,8 km | Soignolles-en-Brie | Yèbles 6,4 km     |
| Limoges-Fourches 3,9 km     | Lissy 3,7 km       | Champdeuil 5,2 km |

### Géologie et relief
L'altitude de la commune varie de 57 mètres à 97 mètres pour le point le plus haut, le centre du bourg se situant à environ 63 mètres d'altitude (mairie), dans une petite vallée parcourue par la rivière l’Yerres. Le village s'étend sur les bords de cette vallée et est principalement entouré par des champs et des bois.
Soignolles-en-Brie est classée en zone de sismicité 1, correspondant à une sismicité très faible.

### Hydrographie

#### Réseau hydrographique

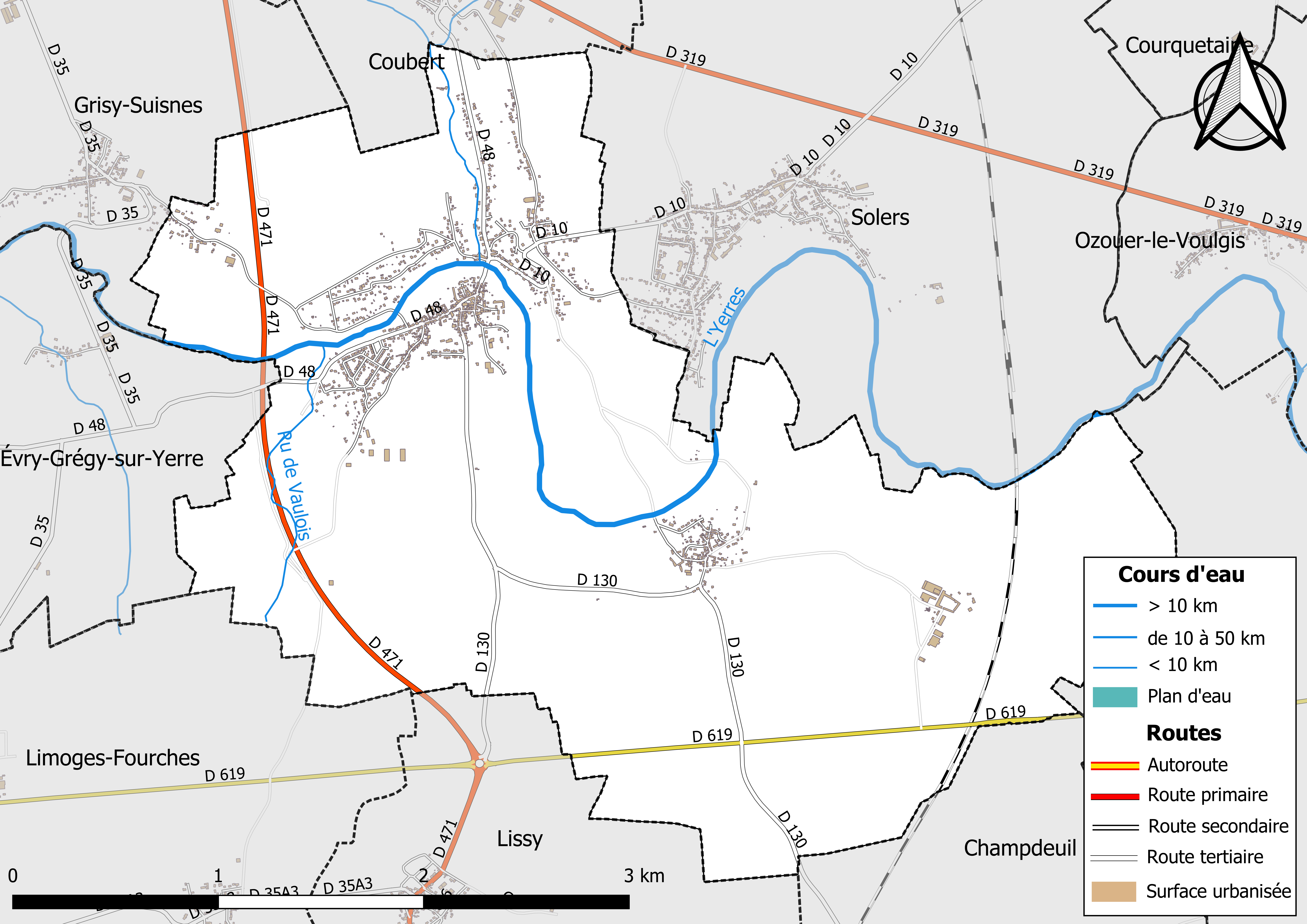
Carte des réseaux hydrographique et routier de Soignolles-en-Brie.

Le réseau hydrographique de la commune se compose de trois cours d'eau référencés :
- la rivière l’Yerres, longue de 98,23 km[3], affluent en rive droite de la Seine, ainsi que ses deux affluents :
  - le ru de Fontaine, 6,39 km[4] ;
  - le ru de Vaulois, 1,62 km[5].

La longueur totale des cours d'eau sur la commune est de 7,11 km.

#### Gestion des cours d'eau
Afin d’atteindre le bon état des eaux imposé par la Directive-cadre sur l'eau du 23 octobre 2000, plusieurs outils de gestion intégrée s’articulent à différentes échelles : le SDAGE, à l’échelle du bassin hydrographique, et le SAGE, à l’échelle locale. Ce dernier fixe les objectifs généraux d’utilisation, de mise en valeur et de protection quantitative et qualitative des ressources en eau superficielle et souterraine. Le département de Seine-et-Marne est couvert par six SAGE, au sein du bassin Seine-Normandie.
La commune fait partie du SAGE « Yerres », approuvé le 13 octobre 2011. Le territoire de ce SAGE correspond au bassin versant de l’Yerres, d'une superficie de 1 017 km2, parcouru par un réseau hydrographique de 450 kilomètres de long environ, répartis entre le cours de l’Yerres et ses affluents principaux que sont : le ru de l'Étang de Beuvron, la Visandre, l’Yvron, le Bréon, l’Avon, la Marsange, la Barbançonne, le Réveillon. Le pilotage et l’animation du SAGE sont assurés par le syndicat mixte pour l'assainissement et la gestion des eaux du bassin versant de l’Yerres (SYAGE), qualifié de « structure porteuse ».

### Climat
Pour des articles plus généraux, voir Climat de l'Île-de-France et Climat de Seine-et-Marne.
En 2010, le climat de la commune est de type climat océanique dégradé des plaines du Centre et du Nord, selon une étude du CNRS s'appuyant sur une série de données couvrant la période 1971-2000. En 2020, Météo-France publie une typologie des climats de la France métropolitaine dans laquelle la commune est exposée à un climat océanique altéré et est dans une zone de transition entre les régions climatiques « Sud-ouest du bassin Parisien » et « Nord-est du bassin Parisien ».
Pour la période 1971-2000, la température annuelle moyenne est de 11 °C, avec une amplitude thermique annuelle de 15,3 °C. Le cumul annuel moyen de précipitations est de 711 mm, avec 11,4 jours de précipitations en janvier et 7,9 jours en juillet. Pour la période 1991-2020, la température moyenne annuelle observée sur la station météorologique la plus proche, située sur la commune de Montereau-sur-le-Jard à 8 km à vol d'oiseau, est de 11,6 °C et le cumul annuel moyen de précipitations est de 657,9 mm,. Pour l'avenir, les paramètres climatiques de la commune estimés pour 2050 selon différents scénarios d'émission de gaz à effet de serre sont consultables sur un site dédié publié par Météo-France en novembre 2022.

### Milieux naturels et biodiversité
Aucun espace naturel présentant un intérêt patrimonial n'est recensé sur la commune dans l'inventaire national du patrimoine naturel,,.

## Urbanisme

### Typologie
Au 1er janvier 2024, Soignolles-en-Brie est catégorisée bourg rural, selon la nouvelle grille communale de densité à sept niveaux définie par l'Insee en 2022.
Elle appartient à l'unité urbaine de Coubert, une agglomération intra-départementale regroupant trois  communes, dont elle est ville-centre,,. Par ailleurs la commune fait partie de l'aire d'attraction de Paris, dont elle est une commune de la couronne,. Cette aire regroupe 1 929 communes,.

### Lieux-dits et écarts
La commune compte 115 lieux-dits administratifs répertoriés consultables ici dont Mont Sébastien, Barneau, la Burelle, la Bouguenelle, Meillant.

### Occupation des sols
L'occupation des sols de la commune, telle qu'elle ressort de la base de données européenne d’occupation biophysique des sols Corine Land Cover (CLC), est marquée par l'importance des territoires agricoles (71,6 % en 2018), en diminution par rapport à 1990 (78 %). La répartition détaillée en 2018 est la suivante : 
terres arables (69,1% ), zones urbanisées (13,1% ), forêts (7,9% ), mines, décharges et chantiers (7,4% ), zones agricoles hétérogènes (2,5 %).
Parallèlement, L'Institut Paris Région, agence d'urbanisme de la région Île-de-France, a mis en place un inventaire numérique de l'occupation du sol de l'Île-de-France, dénommé le MOS (Mode d'occupation du sol), actualisé régulièrement depuis sa première édition en 1982. Réalisé à partir de photos aériennes, le Mos distingue les espaces naturels, agricoles et forestiers mais aussi les espaces urbains (habitat, infrastructures, équipements, activités économiques, etc.) selon une classification pouvant aller jusqu'à 81 postes, différente de celle de Corine Land Cover,,. L'Institut met également à disposition des outils permettant de visualiser par photo aérienne l'évolution de l'occupation des sols de la commune entre 1949 et 2018.

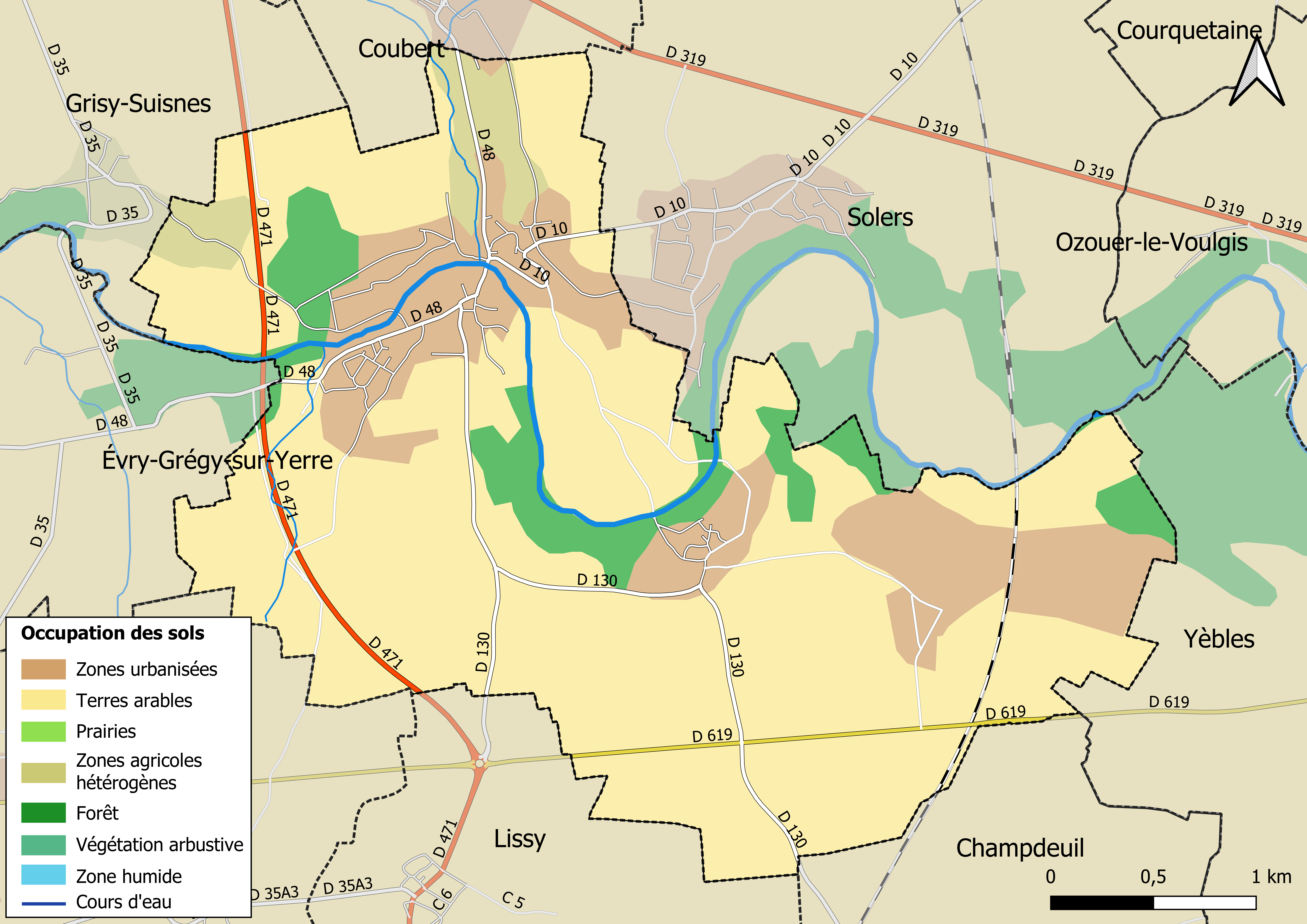
Carte des infrastructures et de l'occupation des sols en 2018 (CLC) de la commune.
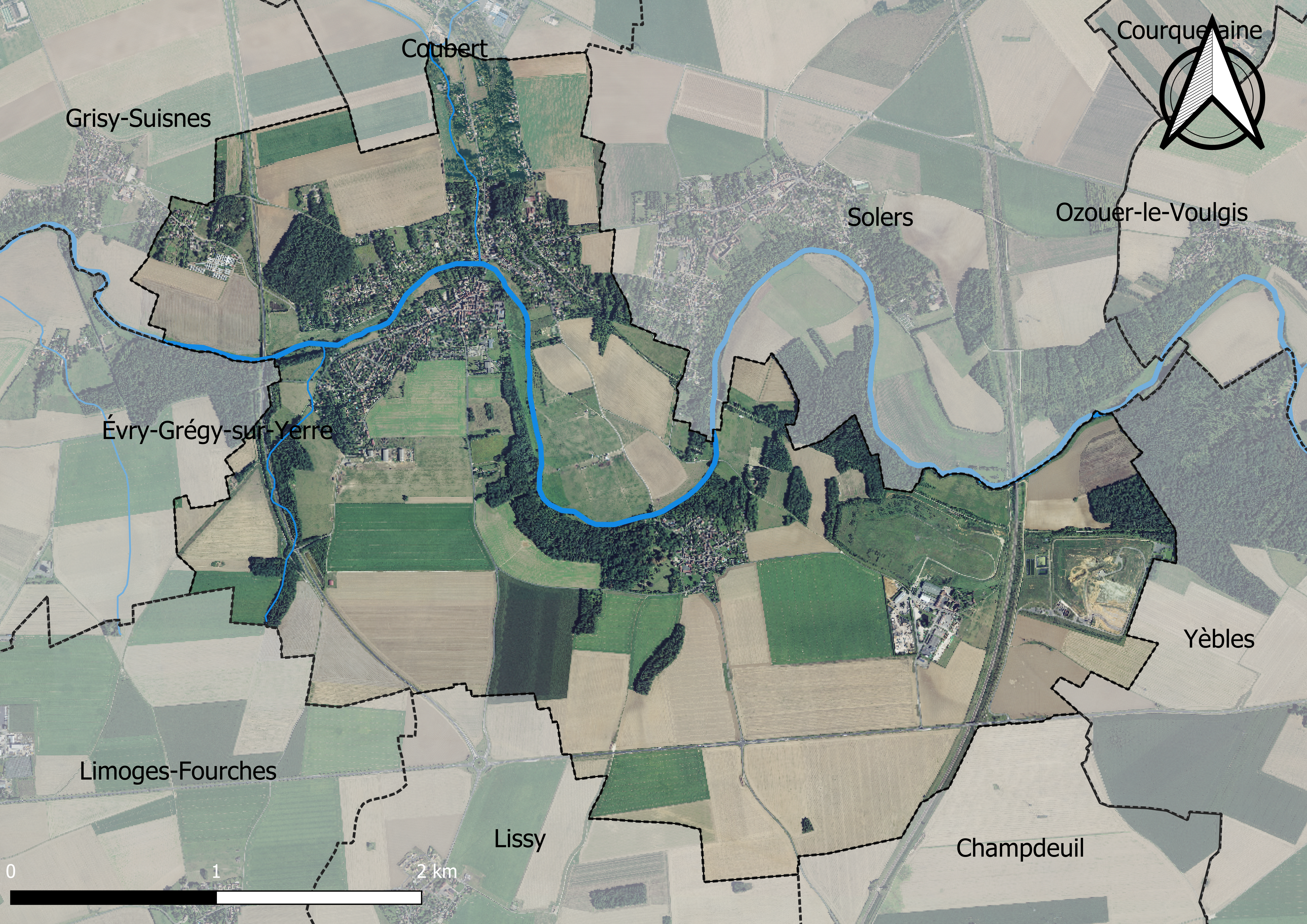
Carte orhophotogrammétrique de la commune.

### Planification
La commune, en 2019, avait engagé l'élaboration d'un plan local d'urbanisme. Un plan local d'urbanisme intercommunal couvrant le territoire de la communauté de communes de la Bassée - Montois était en élaboration,.

### Logement
En 2017, le nombre total de logements dans la commune était de 865 dont 86,3 % de maisons (maisons de ville, corps de ferme, pavillons, etc.) et 13,3 % d'appartements.
Parmi ces logements, 88,5 % étaient des résidences principales, 2,9 % des résidences secondaires et 8,6 % des logements vacants.
La part des ménages fiscaux propriétaires de leur résidence principale s'élevait à 88,3 % contre 11,2 % de locataires et 5 % logés gratuitement.

### Voies de communication et transports

#### Transports
La commune est desservie par la  ligne d'autocars du réseau de bus du Pays Briard No 30A (Tournan-en-Brie – Melun).

## Toponymie
Le nom de la localité est attesté sous la forme Ceognoiles en 1182, Sognolles en 1750.
Du diminutif bas latin ciconiola, faisant allusion au haut balancier de certains puits, dénommé « cigogne » et qui sert à remonter l'eau, ou du bas latin soniola, du verbe soniaire : procurer, fournir, mot employé dès le XIIIe siècle en langage bas-latin ou francique[réf. nécessaire], étant lui-même une déformation du mot latin plus ancien sogniola[réf. nécessaire] signifiant lieu où l’on soigne, ou hospice, mais aussi logement pour le voyageur, « hôtellerie », ce qui indiquerait que la commune était fréquentée par les voyageurs, en route vers la Champagne, ou vers Melun et Meaux.
La Brie (prononcé [bʁi]) est une région naturelle située dans la partie orientale du bassin parisien, entre les vallées de la Marne, de l'Orge, de la Seine et la côte d'Île-de-France.

## Histoire
Au XIIIe siècle, il existait de nombreux moines hospitaliers détachés des monastères et s’occupant des sortes de relais sur les trajets importants. Soignolles qui ressemble beaucoup à SOIGNIES possédait un prieuré qui fut un centre de pèlerinage pendant plusieurs siècles : on venait y vénérer la relique du crâne de Saint-Sébastien.
Lieu de passage obligé, à cause du gué sur l’Yerres, de la route de Melun-Lagny, il est probable que Soignolles dut d’abord être un refuge, un abri de nuit pour les voyageurs et les pèlerins attardés, au milieu d’une vallée beaucoup plus boisée qu’aujourd’hui. Les moines du Mont Saint-Sébastien (fondé au XIIIe siècle) étaient des guides pour la traversée du gué de l’Yerres et des gardiens pour la sécurité du passage.

## Politique et administration

### Liste des maires
| Période                                  | Période      | Identité               | Étiquette | Qualité |
| ---------------------------------------- | ------------ | ---------------------- | --------- | --- |
| Les données manquantes sont à compléter. |              |                        |           | |
| 1848                                     | 1870         | Jean-Baptiste Reboul   |           | |
| 1870                                     | 1871         | Nicolas-Marcel Perreux |           | Vigneron                                                                                                   |
| 1871                                     | 1880         | Étienne Denis          |           | Cultivateur                                                                                                |
| 1881                                     | 1892         | Edmé Hyppolite Collet  |           | Boulanger                                                                                                  |
| 1892                                     | 1907         | Victor Dugue           |           | Manouvrier-cultivateur                                                                                     |
| 1907                                     | 1922         | Louis Armand Hugué     |           | Instituteur Conseiller d'arrondissement (1919 → 1925)                                                      |
| 1922                                     | mai 1929     | Henry-Gaston Perreux   |           | Cultivateur exploitant                                                                                     |
| mai 1929                                 | mai 1935     | Lucien Paris           |           | Entrepreneur de maçonnerie                                                                                 |
| mai 1935                                 | octobre 1947 | Marcel Perreux         |           | Cultivateur                                                                                                |
| octobre 1947                             | mai 1953     | Marcel Dehu            |           | |
| mai 1953                                 | mars 1965    | Marcel Perreux         |           | Cultivateur                                                                                                |
| mars 1965                                | janvier 1966 | Roger Poggi            |           | Architecte                                                                                                 |
| janvier 1966                             | mars 1971    | Jean Thollet           |           | |
| mars 1971                                | mars 1983    | Marcel Tétrot          | PS        | Instituteur                                                                                                |
| mars 1983                                | juin 1989    | Olivier Guichard       | PS        | Directeur d’école                                                                                          |
| juin 1989                                | juin 1995    | Marc Noé               | RPR       | Conseiller général de Brie-Comte-Robert (1994 → 2001) Suppléant du député Jean-Pierre Cognat (1993 → 1997) |
| juin 1995                                | juin 2013    | Annie Lavot            | DVG       | Dirigeante de société                                                                                      |
| juin 2013                                | En cours     | Serge Barberi          | DVG       | Chef de service Réélu en 2014 et 2020                                                                      |

## Équipements et services

### Eau et assainissement
L’organisation de la distribution de l’eau potable, de la collecte et du traitement des eaux usées et pluviales relève des communes. La loi NOTRe de 2015 a accru le rôle des EPCI à fiscalité propre en leur transférant cette compétence. Ce transfert devait en principe être effectif au 1er janvier 2020, mais la loi Ferrand-Fesneau du 3 août 2018 a introduit la possibilité d’un report de ce transfert au 1er janvier 2026,.

#### Assainissement des eaux usées
En 2020, la gestion du service d'assainissement collectif de la commune de Soignolles-en-Brie est assurée par la communauté de communes Brie des Rivières et Châteaux (CCBRC) pour la collecte, le transport et la dépollution. Ce service est géré en délégation par une entreprise privée, dont le contrat arrive à échéance le 7 mars 2024,,.
L’assainissement non collectif (ANC) désigne les installations individuelles de traitement des eaux domestiques qui ne sont pas desservies par un réseau public de collecte des eaux usées et qui doivent en conséquence traiter elles-mêmes leurs eaux usées avant de les rejeter dans le milieu naturel. La communauté de communes Brie des Rivières et Châteaux (CCBRC) assure pour le compte de la commune le service public d'assainissement non collectif (SPANC), qui a pour mission de vérifier la bonne exécution des travaux de réalisation et de réhabilitation, ainsi que le bon fonctionnement et l’entretien des installations,.

#### Eau potable
En 2020, l'alimentation en eau potable est assurée par la communauté de communes Brie des Rivières et Châteaux (CCBRC) qui en a délégué la gestion à l'entreprise Suez, dont le contrat expire le 30 juin 2028,.

## Population et société

### Démographie
L'évolution du nombre d'habitants est connue à travers les recensements de la population effectués dans la commune depuis 1793. Pour les communes de moins de 10 000 habitants, une enquête de recensement portant sur toute la population est réalisée tous les cinq ans, les populations de référence des années intermédiaires étant quant à elles estimées par interpolation ou extrapolation. Pour la commune, le premier recensement exhaustif entrant dans le cadre du nouveau dispositif a été réalisé en 2005.

En 2022, la commune comptait 2 024 habitants, en évolution de +2,79 % par rapport à 2016 (Seine-et-Marne : +3,92 %, France hors Mayotte : +2,11 %).
| 1793 | 1800 | 1806 | 1821 | 1831 | 1836 | 1841 | 1846 | 1851 |
| ---- | ---- | ---- | ---- | ---- | ---- | ---- | ---- | ---- |
| 700  | 630  | 678  | 628  | 729  | 690  | 693  | 684  | 665  |

| 1856 | 1861 | 1866 | 1872 | 1876 | 1881 | 1886 | 1891 | 1896 |
| ---- | ---- | ---- | ---- | ---- | ---- | ---- | ---- | ---- |
| 645  | 621  | 641  | 636  | 622  | 587  | 578  | 717  | 615  |

| 1901 | 1906 | 1911 | 1921 | 1926 | 1931 | 1936 | 1946 | 1954 |
| ---- | ---- | ---- | ---- | ---- | ---- | ---- | ---- | ---- |
| 633  | 622  | 629  | 553  | 529  | 570  | 600  | 581  | 716  |

| 1962 | 1968 | 1975 | 1982  | 1990  | 1999  | 2005  | 2006  | 2010  |
| ---- | ---- | ---- | ----- | ----- | ----- | ----- | ----- | ----- |
| 834  | 840  | 940  | 1 113 | 1 474 | 1 962 | 2 032 | 2 031 | 2 073 |

| 2015  | 2020  | 2022  | - | - | - | - | - | - |
| ----- | ----- | ----- | - | - | - | - | - | - |
| 1 987 | 2 038 | 2 024 | - | - | - | - | - | - |

## Économie

### Revenus de la population et fiscalité
En 2018, le nombre de ménages fiscaux de la commune était de 791 (dont 71 % imposés), représentant 2 002 personnes et la  médiane du revenu disponible par unité de consommation  de 26 870 euros.

### Emploi
En 2018 , le nombre total d’emplois dans la zone était de 378, occupant 1 035 actifs  résidants.
Le taux d'activité de la population (actifs ayant un emploi) âgée de 15 à 64 ans s'élevait à 75,9 % contre un taux de chômage de 5,1 %. 
Les 19 % d’inactifs se répartissent de la façon suivante : 8,9 % d’étudiants et stagiaires non rémunérés, 6,5 % de retraités ou préretraités et 3,6 % pour les autres inactifs.

### Secteurs d'activité

#### Entreprises et commerces
En 2019, le nombre d’unités légales et d’établissements (activités marchandes hors agriculture) par secteur d'activité était de 145 dont 12 dans l’industrie manufacturière, industries extractives et autres, 38 dans la construction, 28 dans le commerce de gros et de détail, transports, hébergement et restauration, 6 dans l’Information et communication, 8 dans les activités financières et d'assurance, 27 dans les activités spécialisées, scientifiques et techniques et activités de services administratifs et de soutien, 9 dans l’administration publique, enseignement, santé humaine et action sociale et 17  étaient relatifs aux autres activités de services.
En 2020, 23 entreprises ont été créées sur le territoire de la commune, dont 15 individuelles.
Au 1er janvier 2021, la commune ne disposait pas d’hôtel et de terrain de camping.

#### Agriculture
Soignolles-en-Brie est dans la petite région agricole dénommée la « Brie française »,  (ou Basse-Brie), une partie de la Brie autour de Brie-Comte-Robert. En 2010, l'orientation technico-économique de l'agriculture sur la commune est la culture de fleurs et horticulture diverse.
Si la productivité agricole de la Seine-et-Marne se situe dans le peloton de tête des départements français, le département enregistre un double phénomène de disparition des terres cultivables (près de 2 000 ha par an dans les années 1980, moins dans les années 2000) et de réduction d'environ 30 % du nombre d'agriculteurs dans les années 2010. Cette tendance se retrouve au niveau de la commune où le nombre d’exploitations est passé de 10 en 1988 à 4 en 2010. Parallèlement, la taille de ces exploitations diminue, passant de 104 ha en 1988 à 68 ha en 2010.
Le tableau ci-dessous présente les principales caractéristiques des exploitations agricoles de Soignolles-en-Brie, observées sur une période de 22 ans : 
|                                      | 1988  | 2000 | 2010 |
| ------------------------------------ | ----- | ---- | ---- |
| Dimension économique,                |       |      |      |
| Nombre d’exploitations (u)           | 10    | 7    | 4    |
| Travail (UTA)                        | 26    | 15   | 6    |
| Surface agricole utilisée (ha)       | 1 039 | 622  | 271  |
| Cultures                             |       |      |      |
| Terres labourables (ha)              | 1 022 | 588  | 254  |
| Céréales (ha)                        | 578   | 352  | 142  |
| dont blé tendre (ha)                 | 390   | 252  | s    |
| dont maïs-grain et maïs-semence (ha) | 146   | 16   | s    |
| Tournesol (ha)                       | 0     |      | s    |
| Colza et navette (ha)                | 44    | s    | s    |
| Élevage                              |       |      |      |
| Cheptel (UGBTA)                      | 30    | 19   | 2    |

## Culture locale et patrimoine

### Lieux et monuments
- L'église Notre-Dame-de-l'Assomption  a été inscrite aux monuments historiques en 1926[56],[57],[58]. La construction de l'église Notre-Dame de l'Assomption, située dans la commune de Soignolles-en-Brie, à 13 km au nord de Melun, date du Moyen Âge (XIIe-XIIIe siècles). Le chœur et la tour-clocher datent de cette période. Au XVIe siècle, elle est agrandie et consacrée par Charles Boucher d'Orsay, abbé de Saint-Magloire de Paris. De cette époque date un vantail de porte en chêne, aujourd'hui inscrit au titre des Monuments historiques. Des modifications sont encore apportées à l'édifice au XVIIe siècle. Au XVIIIe siècle, le chœur de l'église reçoit un ensemble sculpté de 17 stalles, démontées du décor du chœur de l'abbaye Saint-Victor de Paris. En 1926, l'église de Soignolles est inscrite à l'inventaire supplémentaire des Monuments historiques. Elle est l'objet, depuis 2007, d'un important programme de travaux de restauration échelonné sur plusieurs années[59] ;
- Le château de Barneau (XIXe) ;
- Le lavoir de Barneau ;
- La croix de la Trinité (1776-1840) surmontant un menhir à Barneau ;
- L'ancienne gare de Coubert - Soignolles ;
- La « voie verte », dite chemin des Roses, traverse la commune.

Sélection de vues de lieux et monuments de Soignolles-en-Brie
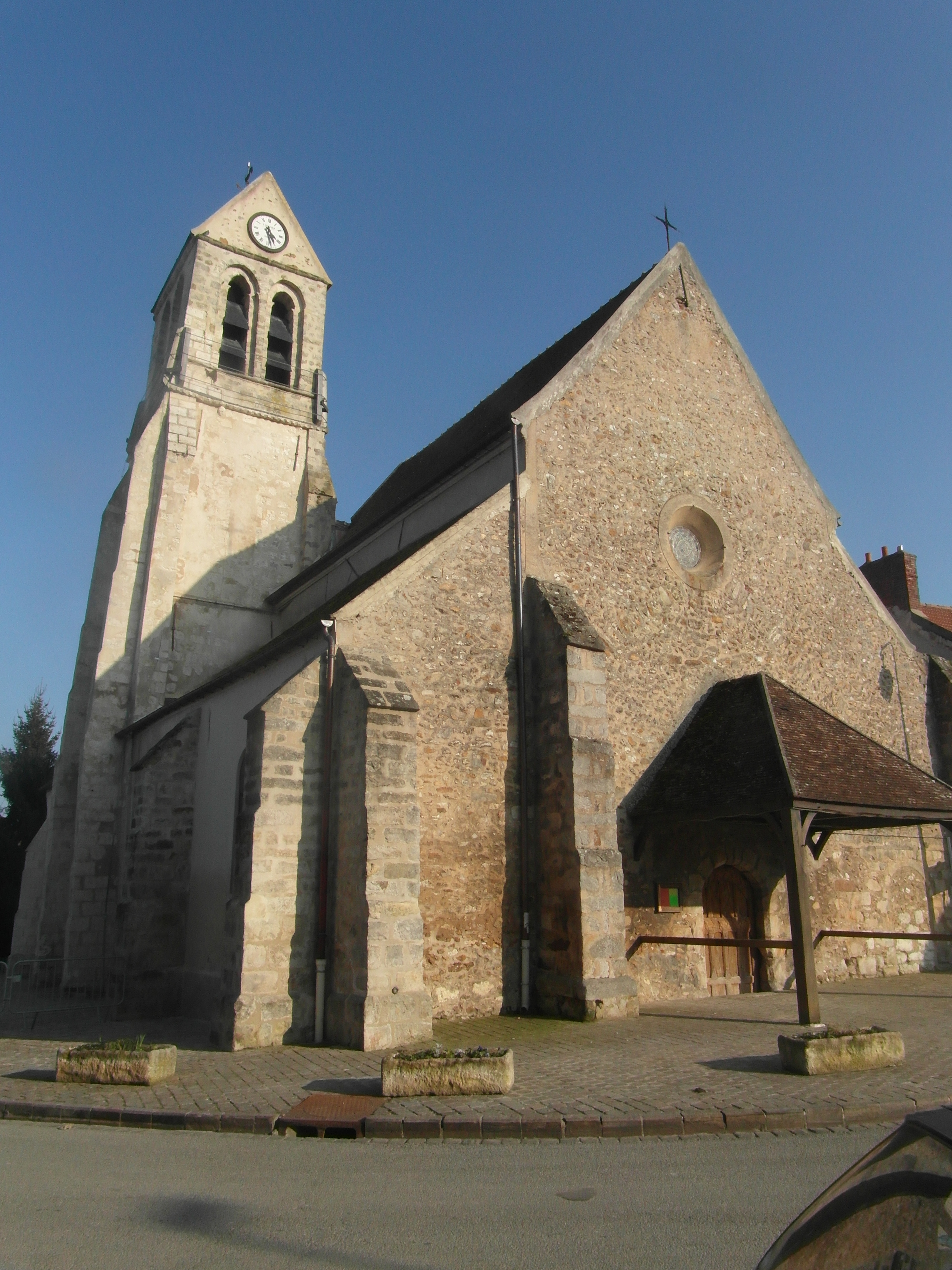
L'église Notre-Dame-de-l'Assomption.
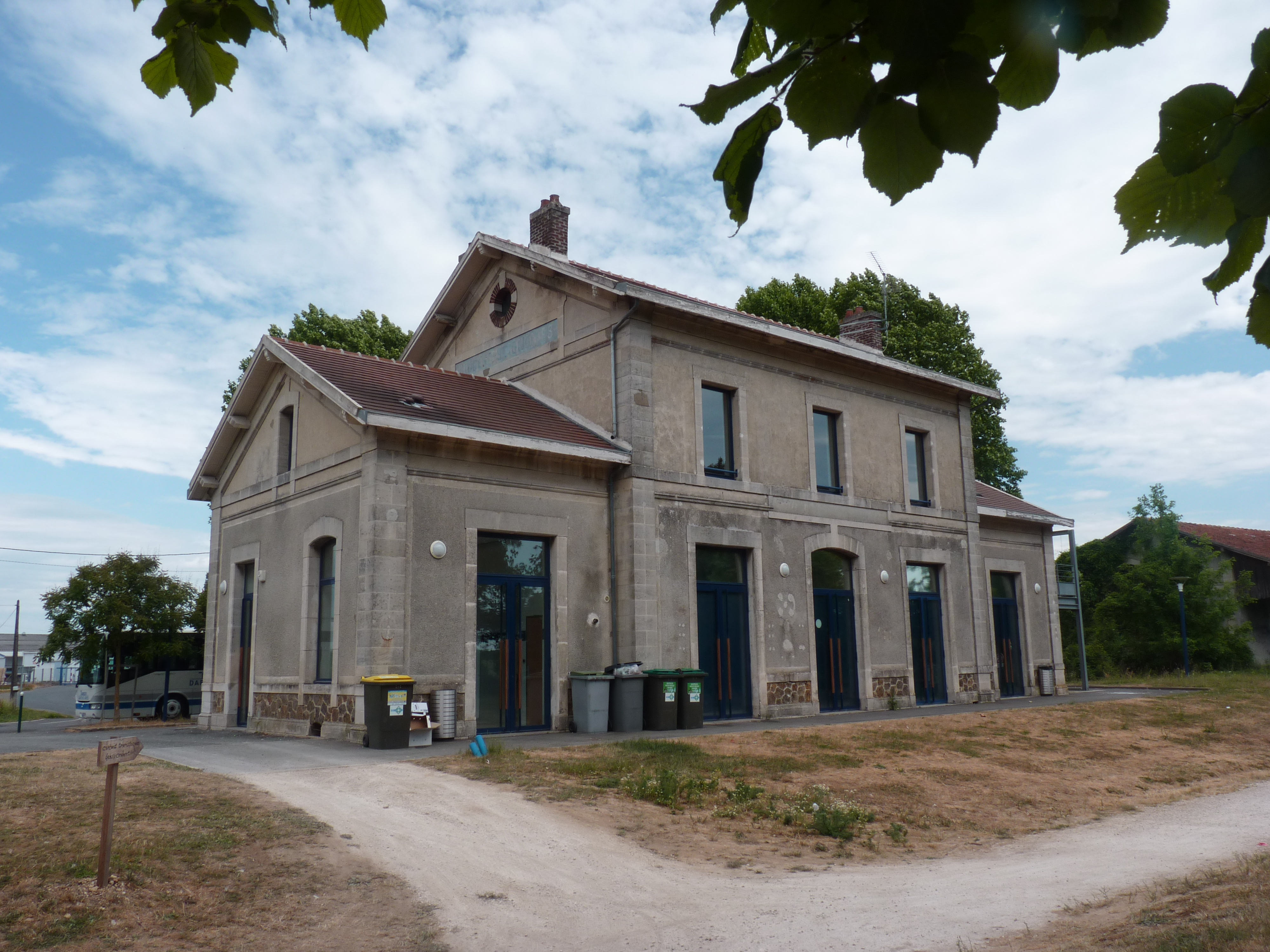
L'ancien bâtiment voyageurs de la gare de Coubert - Soignolles.
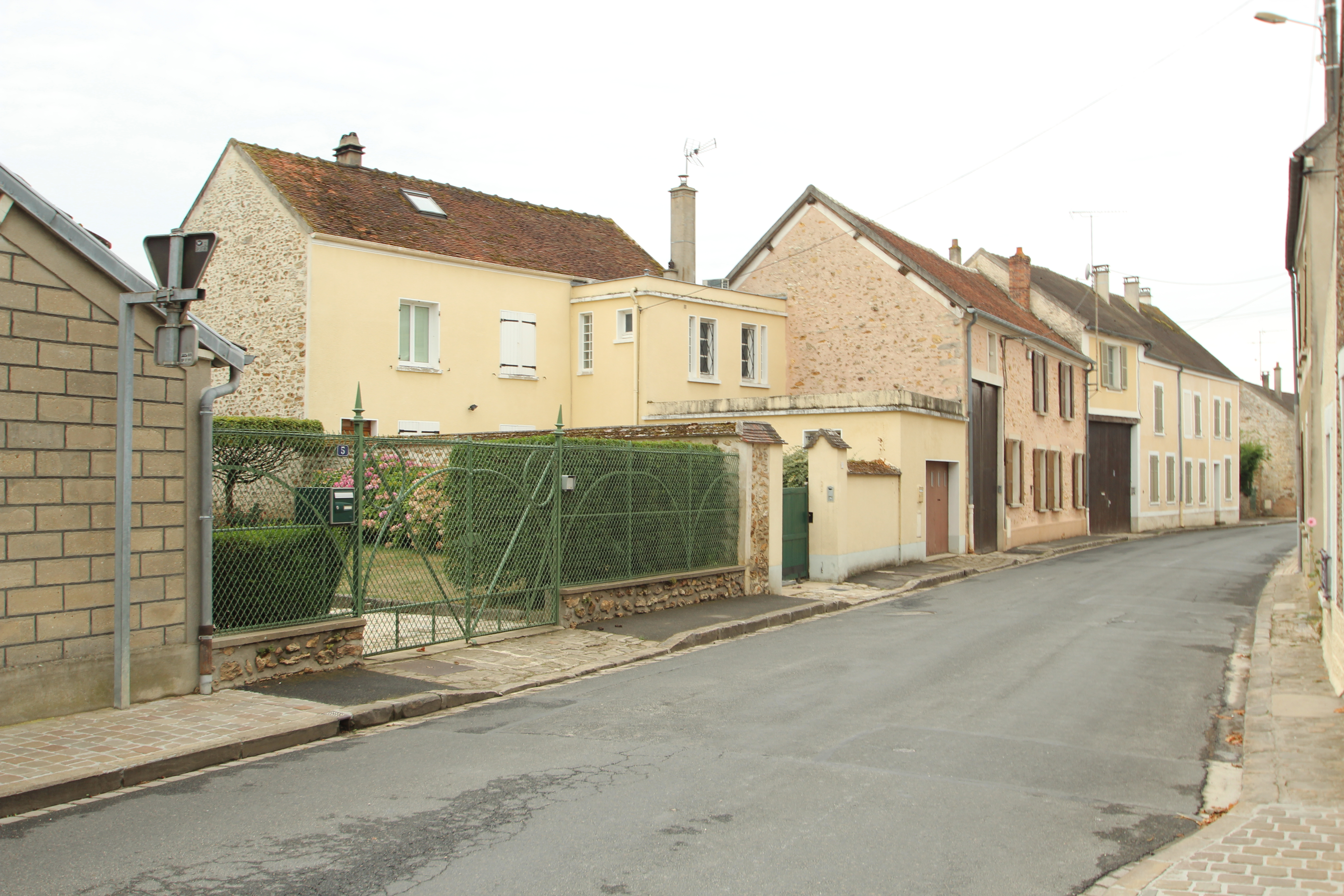
La rue de Corbeil.
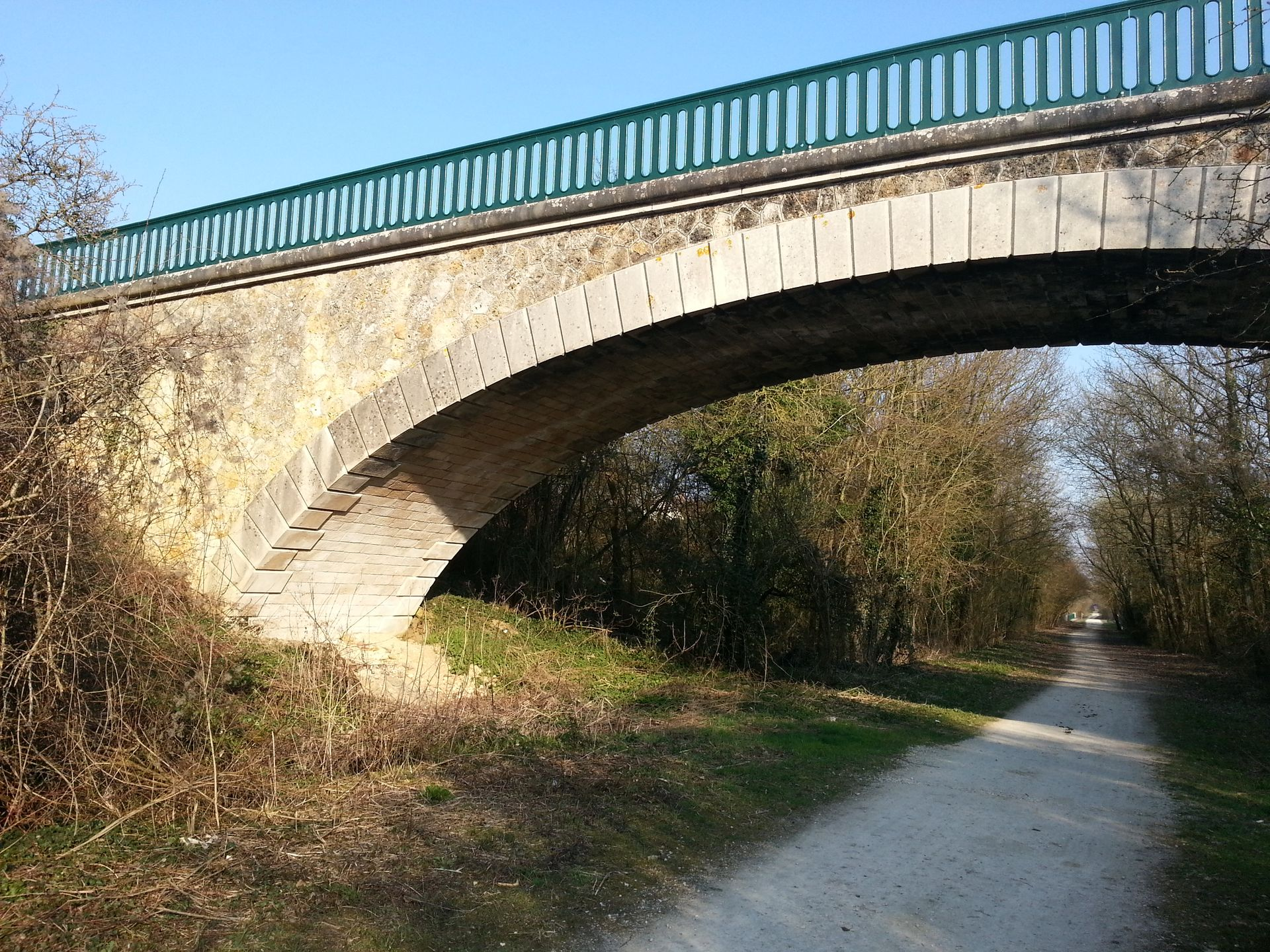
Pont au-dessus du chemin des Roses.
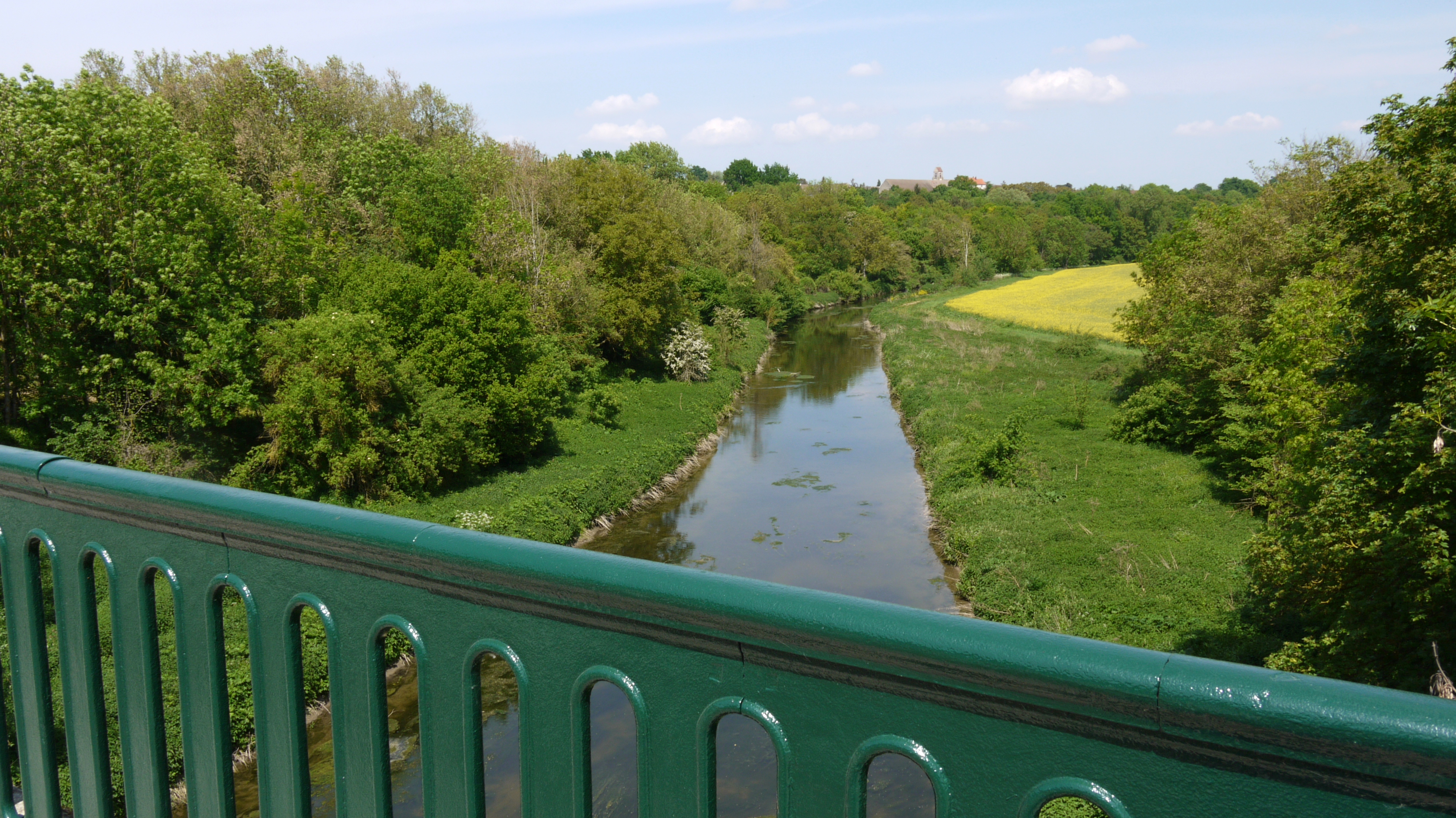
La rivière l'Yerres à Soignolles-en-Brie.

### Personnalités liées à la commune
- Arthur Dupont, acteur, né en 1985, grandit dans le hameau de Barneau à Soignolles-en-Brie.

### Héraldique
| Blason de Soignolles-en-Brie | Blason  | D'argent au chevron de gueules; au chef d'azur chargé de trois fleurs de lys d'or. |
| Blason de Soignolles-en-Brie | Détails | Figure sur le site de la mairie.                                                   |